# Applied Categorical Structures
Applied Categorical Structures is een internationaal, aan collegiale toetsing onderworpen wetenschappelijk tijdschrift op het gebied van de wiskunde. De naam wordt in literatuurverwijzingen meestal afgekort tot Appl. Categor. Struct. Het wordt uitgegeven door Springer Science+Business Media en verschijnt 6 keer per jaar.